# Torbjørn Sindballe
Torbjørn Sindballe, né le 21 octobre 1976 à Albertslund, est un triathlète professionnel danois, champion d'Europe de triathlon en 2003 et double champion du monde en 2004 et 2006.

## Biographie
Torbjørn Sindball est un triathlète au gabarit imposant avec un taille de 1,90 m et un point de 80 kg. Ce physique peut augmenter les difficultés pendant les compétitions en climats très tempérés notamment. Lors de l'Ironman de Kona, il utilise des tenues blanches spécialement étudiées par son sponsor pour refroidir sa température corporelle ainsi qu'un gant rempli de glace. 
Torbjørn Sindball est contraint de mettre un terme à sa carrière de triathlète professionnel, le 30 juin 2009, en raison d'une bicuspidie aortique.

## Palmarès
Le tableau présente les résultats les plus significatifs (podium) obtenus sur le circuit international de triathlon depuis 1999.
| Année | Compétition                                  | Pays             | Position           | Temps           |
| ----- | -------------------------------------------- | ---------------- | ------------------ | --------------- |
| 2008  | Challenge Roth                               | Allemagne        | Médaille de bronze | 8 h 16 min 2 s  |
| 2008  | Ironman Floride                              | États-Unis       | Médaille d'argent  | 8 h 17 min 53 s |
| 2007  | Ironman Nouvelle-Zélande                     | Nouvelle-Zélande | Médaille de bronze | 8 h 34 min 47 s |
| 2007  | Ironman - Championnat du monde à Kailua-Kona | États-Unis       | Médaille de bronze | 8 h 21 min 30 s |
| 2006  | Championnat du monde longue distance         | Australie        | Médaille d'or      | 5 h 59 min 13 s |
| 2005  | Ironman 70.3 Californie                      | États-Unis       | Médaille d'or      | Timing          |
| 2004  | Championnat du monde longue distance         | Suède            | Médaille d'or      | 5 h 46 min 14 s |
| 2003  | Championnat d'Europe longue distance         | Danemark         | Médaille d'or      | 5 h 43 min 47 s |
| 2003  | Ironman Wisconsin                            | États-Unis       | Médaille d'argent  | 9 h 0 min 56 s  |
| 2003  | Ironman 70.3 Californie                      | États-Unis       | Médaille de bronze | 4 h 2 min 35 s  |
| 2002  | Championnat du monde longue distance         | France           | Médaille d'argent  | 6 h 22 min 5 s  |
| 2002  | Ironman 70.3 Californie                      | États-Unis       | Médaille d'or      | 3 h 47 min 8 s  |
| 2002  | Ironman France                               | France           | Médaille d'argent  | 6 h 22 min 5 s  |
| 1999  | Championnat du monde longue distance         | Suède            | Médaille d'argent  | 5 h 48 min 27 s |